# Boophis laurenti
Boophis laurenti is een kikker uit de familie gouden kikkers (Mantellidae). De soort werd voor het eerst wetenschappelijk beschreven door Jean Marius René Guibé in 1947. De soort behoort tot het geslacht Boophis. De soortaanduiding laurenti is een eerbetoon aan Raymond Ferdinand Laurent.

## Leefgebied
De kikker is endemisch in Madagaskar. De soort leeft op het Andringitramassief op een hoogte van 1500 tot 2650 meter boven zeeniveau.

## Beschrijving
Mannetjes worden gemiddeld 30 tot 33 millimeter lang en vrouwtjes hebben een lengte van 40 tot 43 millimeter. De rug is bruin met talrijke vlekken en geelgroene aders. Op de bovenlip zit een reeks van witte vlekken. De buik is witachtig met soms zwarte en witte vlekken op de keel.

## Synoniemen
- Rhacophorus andringitrensis Millot & Guibé, 1950
- Rhacophorus brygooi Guibé, 1974